# 鄭還古
鄭還古（?年—?年），表字無可考，自號谷神子。郡望滎陽（今屬河南）。
初家居青齊間，李師道叛亂時，扶老親回歸洛陽，與其弟一起扛輿。晨暮奔追，兩肩皆瘡。少有俊才，嗜學，與刑部尚書劉公之女結婚。元和年間，登進士第，東都洛陽，與大將軍柳當友好。爲河中從事，坐謗貶吉州掾。終國子博士。
尝注《老子指归》十三卷，传奇集《博异记》。